# Полтево (Ярославская область)
Полтево — село в Ярославском районе Ярославской области. Входит в состав Заволжского сельского поселения.
На окраине села расположено действующее Полтевское кладбище.

## География
Расположено на высоком холме у истока реки Шиголости в 21 км к северо-востоку от центра Ярославля.

## История
В XVI—XVIII веках село было в составе Городского стана Ярославского уезда Замосковного края. В писцовых книгах 1627—1629 годов упомянуто «Село Полтево, что был погост, и деревня Полтево на суходоле, состоит за дьячком Григорьем Ивановичем Нечаевым, что было в вотчине за Тимофеем Измаиловым, а в селе церковь великого чудотворца Николы древяна клетцки, в церкви образы местные и деисус и свечи поставные и книги и всякое церковное строение мирское, на церковной земле поп Симеон Семенов, дьячок, пономарь, просфирница и четыре кельи нищих, живут и питаются от церкви Божии».
В переписи 1678 года село указано как вотчина боярина Родиона Матвеевича Стрешнева. В нём была церковь Усекновения Главы Иоанна Предтечи с приделами Николая Чудотворца и преподобного Сергия, в которой служили поп Фёдор, дьячок Иван Яковлев и пономарь Михаил Прокофьев. Также в селе был двор вотчинника, в котором проживали четверо мужчин (работник, скотник и двое кабальных людей), и дворы священника и церковнослужителей. В деревнях при селе было 122 жилых двора (92 крестьянских и 32 бобыльских). По предыдущей переписи 1648 года жилых дворов было 137, их количество снизилось из-за морового поветрия и последующего переселения части людей в опустевшие подмосковные вотчины того же боярина — село Покровское на Моче, сельцо Молово Веденского уезда, сельцо Новосёлки Чернского уезда, сельцо Старое Городище Данского уезда и село Палазино Юрьевского уезда.

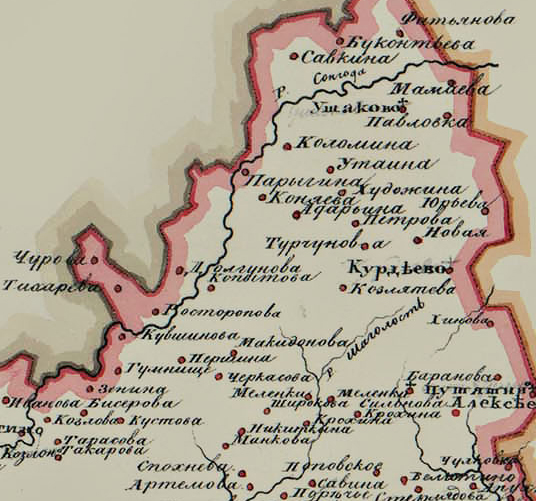
Окрестности Полтева в 1770-х годах на карте Ярославского уезда (само село не отмечено)

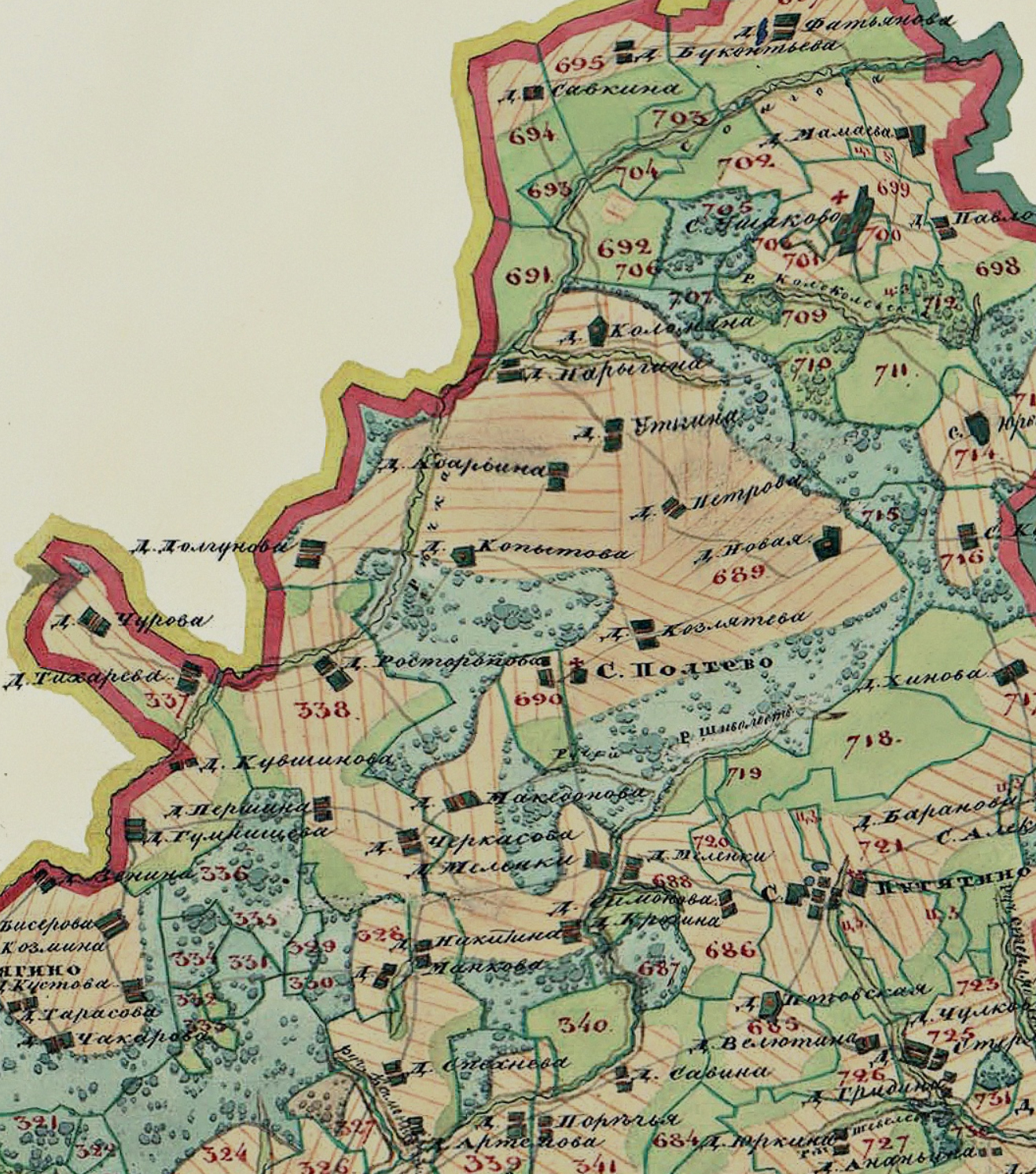
Окрестности села в 1790-х годах с границами землевладений

Деревни вотчины села Полтева в 1678 году и их население (учитывалось только мужского пола):
- Бабкино — 3 жилых двора, 14 человек
- Горемыкино — 2 жилых двора, 6 человек; вывезен в другие вотчины 1 человек
- Демешково — 4 жилых двора, 15 человек и 1 в бегах
- Долгуново — 10 жилых дворов, 47 человек; вывезен 1
- Козлятево — 15 жилых дворов, 72 человека; вывезены 5
- Коломино — 5 жилых дворов, 30 человек; вывезены 3
- Коняево — 3 жилых двора, 12 человек; вывезены 2
- Копытово — 4 жилых двора, 22 человека; вывезен 1
- Кряжино — 7 жилых дворов, 27 человек и 1 в бегах
- Лещовка — двор конюшенный боярский, 2 человека, вывезен 1
- Македоново — 10 жилых дворов и 1 пустой, 43 человека; из пустого двора 1 человек с женой и детьми отдан в даточные, приверстан в стрельцы; вывезены 2
- Меленки — 5 жилых дворов, 20 человек
- Новое — 25 жилых дворов и 1 пустой двор, 97 человек и 1 в бегах, живёт в Тверицкой слободе; вывезены 2
- Одарино — 3 жилых двора и 1 пустой, 15 человек; вывезен 1
- Парыгино — 3 жилых двора, 11 человек и 1 в бегах в деревне Белавкино села Давыдкова; вывезен 1
- Песторевка — 2 жилых двора, 9 человек; вывезен 1
- Петрово — 8 жилых дворов, 32 человека; вывезен 1
- Туруново — 4 жилых двора, 19 человек; вывезен 1
- Уткино — 4 жилых двора и 1 пустой, 23 человека
- Худоежино — 2 жилых двора, 17 человек
- Широково — 5 жилых дворов, 20 человек; вывезены 2
- Юдино — нет дворов, вывезены 2

С 1708 года Полтево в составе Ярославского уезда Санкт-Петербургской губернии. В 1719 году уезд включён в Ярославскую провинцию, переданную в 1727 году в состав Московской губернии, с 1777 года — в состав Ярославского наместничества, с 1796 года — в состав Ярославской губернии.

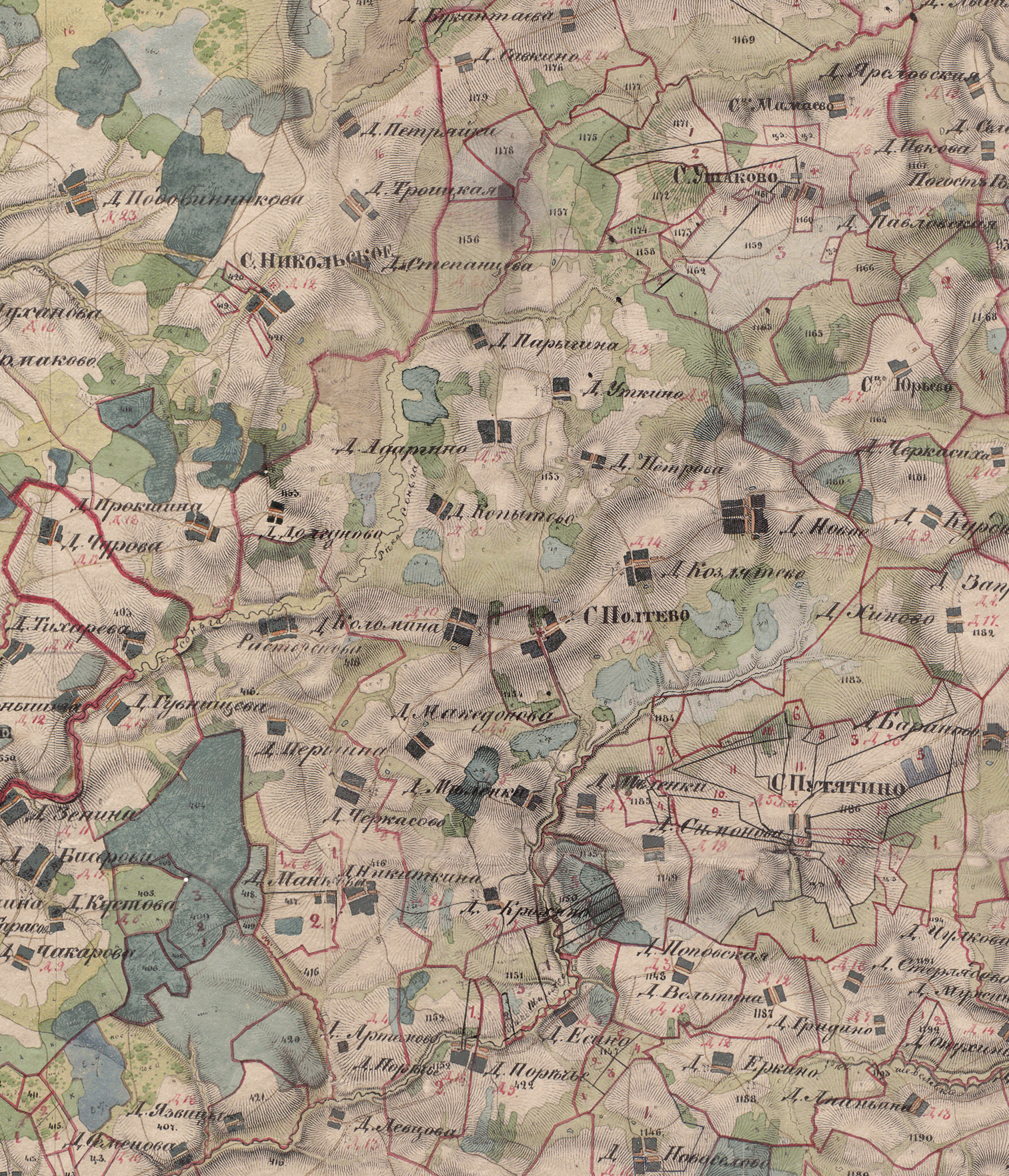
Окрестности села в 1857 году

В начале XVIII века в селе были две деревянные церкви — во имя пророка Илии и во имя Николая Чудотворца. Их причт состоял из попа, дьячка и пономаря.
В 1762 году на средства прихожан была построена каменная церковь во имя Иоанна Предтечи.
В 1780-х село принадлежало Алексею Петровичу Мельгунову, с 1788 — его дочери Екатерине Алексеевне Волконской. Бездетная княгиня около 1840 года передала имение в собственность племяннику мужа князю Петру Михайловичу Волконскому, от которого оно перешло к его сыну Дмитрию.
По состоянию на 1862 год село было центром Полтевской волости, в нём было 6 дворов, и вместе со всей волостью оно принадлежало князю Дмитрию Петровичу Волконскому. Всего в составе волости было 15 селений, в которых проживали 589 человек мужского пола.
В 1870 году в 1,5 км от села была проложена железная дорога Ярославль — Вологда.
В 1883 году село было в составе Путятинской волости, в нём было 11 дворов, все земли принадлежали крестьянам.
В конце XIX века петербургский купец 2-й гильдии Александр Иванович Пшонкин, уроженец соседней деревни Ново, построил в селе школу. До 1917 года она содержалась на его средства.
С 1923 года село включено в Давыдковскую волость Ярославского уезда. В 1929—1932 годах — в составе Путятинского сельсовета Ярославского района Ярославского округа Ивановской промышленной области, в 1932—1933 годах — в составе Боровского района Ивановской промышленной области. С 1936 года — в составе Ярославского района Ярославской области.
В 1930-х Предтеченский храм был закрыт советскими властями. Школа также была ликвидирована.
Автомобильная дорога, связывающая Полтево с Ярославлем и другими городами, была построена в конце 1980-х. До этого к Полтеву и соседним сёлам были только грунтовые дороги.

## Население
В 1861 году в селе проживали 57 человек, в 1883-м — 61 человек, в 1914-м — 189 человек.
| 1859 | 1914 | 2007 | 2010 |
| ---- | ---- | ---- | ---- |
| 54   | ↗189 | ↘2   | ↗3   |

## Церковь Иоанна Предтечи

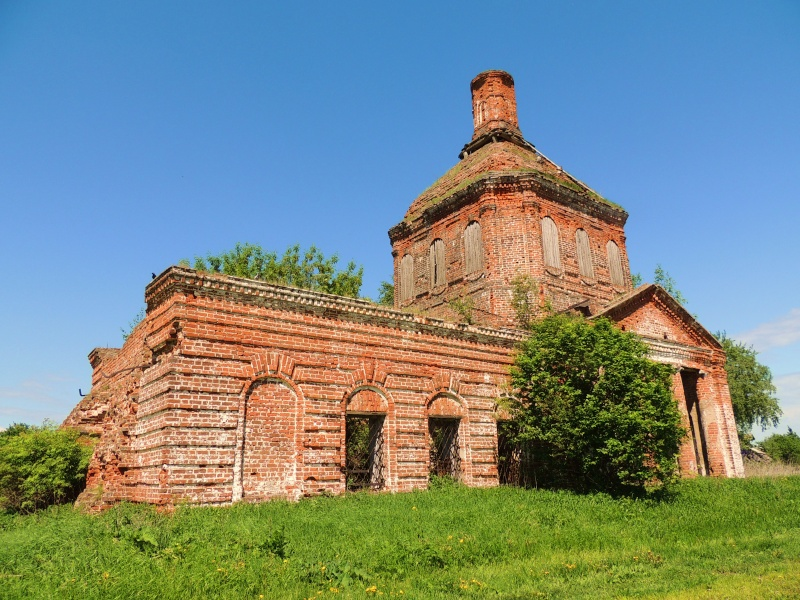
Храм в 2014 году

В селе расположена недействующая церковь Иоанна Предтечи, построенная в 1782 году на средства прихожан. Архитектура храма относится к стилю позднего барокко — высокий одноглавый четверик со срезанными углами, с боковыми портиками в антах, трапезной и колокольней. Главный престол был освящён в честь праздника Усекновения главы Иоанна Предтечи, придельный в трапезной — во имя Николая Чудотворца.
В 1901—1902 годах во всём храме было сделано отопление, на средства купца Александра Ивановича Пшонкина выполнена новая живопись.
В советское время колокольню разобрали на кирпич для свинарников, храм использовали под склад. К 1980-м его довели до аварийного состояния и забросили. В 1990-х во время урагана обрушилась глава.
Ныне храм находится в полуразрушенном состоянии.
В июне 2021 года студенты Ярославской духовной семинарии и местные жители очистили храм и прилегающую территорию от мусора и 26 июня клирики семинарии совершили в храме первую за много лет Божественную литургию.

### Приход церкви села Полтева
Состав прихода в 1678, 1758, 1800, 1861 и 1908 годах:
| Селение     | 1678 год Кол-во домов | 1678 год Прихожан мужского пола | 1758 год Кол-во домов | 1758 год Прихожан | 1800 год Кол-во домов | 1800 год Прихожан | 1861 год Кол-во домов | 1861 год Прихожан    | 1908 год Прихожан    |
| ----------- | --------------------- | ------------------------------- | --------------------- | ----------------- | --------------------- | ----------------- | --------------------- | -------------------- | -------------------- |
| Полтево     | 3                     | ?                               | ?                     | ?                 | 4                     | 36                | 6                     | 57                   | 60                   |
| Артёмово    | 7                     | 20                              | 1                     | 6                 | 1                     | 6                 | 1                     | 7                    | 7                    |
| Бабкино     | 3                     | 14                              | расселено             | расселено         | расселено             | расселено         | расселено             | расселено            | расселено            |
| Буконтьево  | в др. приходе         | в др. приходе                   | в др. приходе         | в др. приходе     | в др. приходе         | в др. приходе     | 1                     | 8                    | в приходе с. Ушаково |
| Горемыкино  | 2                     | 6                               | расселено             | расселено         | расселено             | расселено         | расселено             | расселено            | расселено            |
| Демешково   | 4                     | 16                              | расселено             | расселено         | расселено             | расселено         | расселено             | расселено            | расселено            |
| Долгуново   | 10                    | 16                              | ?                     | ?                 | 13                    | 90                | 11                    | 119                  | 84                   |
| Козлятево   | 15                    | 72                              | ?                     | ?                 | 13                    | 105               | 14                    | 182                  | 218                  |
| Коломино    | 5                     | 30                              | ?                     | ?                 | 9                     | 85                | 9                     | 79                   | 96                   |
| Коняево     | 3                     | 12                              | ?                     | ?                 | расселено             | расселено         | расселено             | расселено            | расселено            |
| Копытово    | 4                     | 22                              | ?                     | ?                 | 4                     | 44                | 6                     | 67                   | 91                   |
| Крохино     | ?                     | ?                               | ?                     | ?                 | 7                     | 58                | 9                     | 79                   | 104                  |
| Кряжино     | 7                     | 27                              | расселено             | расселено         | расселено             | расселено         | расселено             | расселено            | расселено            |
| Кувшиново   | 5                     | 25                              | 3                     | 15                | расселено             | расселено         | расселено             | расселено            | расселено            |
| Лещовка     | 1                     | 2                               | расселено             | расселено         | расселено             | расселено         | расселено             | расселено            | расселено            |
| Македоново  | 11                    | 43                              | ?                     | ?                 | 6                     | 39                | 5                     | 58                   | 87                   |
| Маньково    | ?                     | ?                               | ?                     | ?                 | 4                     | 29                | 5                     | 36                   | 72                   |
| Меленки     | 5                     | 20                              | ?                     | ?                 | 5                     | 39                | 6                     | 41                   | 59                   |
| Никиткино   | 7                     | 32                              | ?                     | ?                 | 16                    | 124               | 20                    | 145                  | 132                  |
| Новая       | 26                    | 98                              | ?                     | ?                 | 17                    | 163               | 27                    | 239                  | 278                  |
| Одарьино    | 4                     | 15                              | ?                     | ?                 | 6                     | 38                | 4                     | 47                   | 75                   |
| Парыгино    | 3                     | 12                              | ?                     | ?                 | 4                     | 22                | 3                     | 39                   | 51                   |
| Першино     | 5                     | 23                              | 5                     | 38                | 4                     | 29                | 4                     | 29                   | 45                   |
| Песторевка  | 2                     | 9                               | расселено             | расселено         | расселено             | расселено         | расселено             | расселено            | расселено            |
| Петрово     | 8                     | 32                              | ?                     | ?                 | 6                     | 62                | 7                     | 68                   | 83                   |
| Прокшино    | ?                     | ?                               | ?                     | ?                 | 14                    | 116               | 20                    | 123                  | 145                  |
| Росторопово | 10                    | 31                              | 9                     | 73                | 11                    | 84                | 14                    | 76                   | 148                  |
| Тихарево    | 4                     | 17                              | 5                     | 37                | 11                    | 57                | 11                    | 66                   | 66                   |
| Туруново    | 4                     | 19                              | ?                     | ?                 | расселено             | расселено         | расселено             | расселено            | расселено            |
| Уткино      | 5                     | 23                              | ?                     | ?                 | 5                     | 58                | 9                     | 92                   | 135                  |
| Фатьяново   | ?                     | ?                               | ?                     | ?                 | 14                    | 117               | в приходе с. Ушаково  | в приходе с. Ушаково | в приходе с. Ушаково |
| Худоежино   | 2                     | 17                              | ?                     | ?                 | расселено             | расселено         | расселено             | расселено            | расселено            |
| Черкасово   | 7                     | 17                              | 8                     | 64                | 10                    | 82                | 9                     | 80                   | 85                   |
| Чурово      | 7                     | 27                              | 5                     | 40                | 6                     | 44                | 15                    | 91                   | 74                   |
| Широково    | 5                     | 20                              | ?                     | ?                 | расселено             | расселено         | расселено             | расселено            | расселено            |
| Итог        | ?                     | ?                               | ?                     | 1383              | 190                   | 1527              | 216                   | 1828                 | 2203                 |

## Выдающиеся уроженцы
- Димитрий Казанский (1884—1942) — священномученик, иерей Русской Православной Церкви. Погиб в советском концлагере[18].